# Houesville
Houesville település Franciaországban, Manche megyében. Lakosainak száma 286 fő (2018. január 1.). Houesville Blosville, Angoville-au-Plain, Appeville, Liesville-sur-Douve és Saint-Côme-du-Mont községekkel határos.

## Népesség
A település népességének változása:
| Lakosok száma | 304  | 293  | 187  | 201  | 224  | 284  | 318  | 322  | 287  | 286  |
|               | 1962 | 1968 | 1982 | 1990 | 1999 | 2008 | 2011 | 2013 | 2017 | 2018 |